# Lüstringen
Lüstringen è una frazione della città di Osnabrück, nel land della Bassa Sassonia, in Germania. Insieme a Darum e Gretesch, costituisce uno degli Stadtteil di Osnabrück.

## Storia
Già comune autonomo, fu soppresso e incorporato a Osnabrück il 1º luglio 1972.